# Лайв Оук (окръг Санта Круз, Калифорния)
Лайв Оук (на английски: Live Oak) е населено място в окръг Санта Круз в щата Калифорния, Съединените американски щати.
Има население от 16 628 жители (2000 г.) и обща площ от 8,4 км² (3,2 мили²). Намира се между градовете Санта Круз и Капитола.
77,61% от населението на Лайв Оук е бяло, 1,37% са афроамериканци, 1,02% са индианци, 3,82% са от азиатски произход, 0,11% са с произход от тихоокеанските острови, 11,07% са от други раси, а 5,01% са от 2 или повече раси. С латиноамерикански произход е 21,98% от населението.